# Against the Grain (album, Rory Gallagher)
Against the Grain je páté sólové studiové album irského kytaristy a zpěváka Roryho Gallaghera. Jeho nahrávání probíhalo ve studiu Wessex Studios v Londýně, producentem byl sám Gallagher a album vyšlo v říjnu 1975 u vydavatelství Chrysalis Records. Jde o jeho první album vydané u této společnosti. V roce 1999 vyšlo album v reedici doplněné o dvě bonusové skladby.

## Seznam skladeb
| Pořadí | Název                               | Autor                                    | Délka |
| ------ | ----------------------------------- | ---------------------------------------- | ----- |
| 1.     | Let Me In                           | Rory Gallagher                           | 4:03  |
| 2.     | Cross Me Off Your List              | Gallagher                                | 4:26  |
| 3.     | Ain't Too Good                      | Gallagher                                | 3:54  |
| 4.     | Souped-Up Ford                      | Gallagher                                | 6:24  |
| 5.     | Bought and Sold                     | Gallagher                                | 3:24  |
| 6.     | I Take What I Want                  | David Porter, Teenie Hodges, Isaac Hayes | 4:22  |
| 7.     | Lost at Sea                         | Gallagher                                | 4:06  |
| 8.     | All Around Man                      | Bo Carter                                | 6:14  |
| 9.     | Out on the Western Plain            | Leadbelly                                | 3:53  |
| 10.    | At the Bottom                       | Gallagher                                | 3:18  |
| 11.    | Cluney Blues (bonus na CD reedici)  | Gallagher                                | 2:12  |
| 12.    | My Baby, Sure (bonus na CD reedici) | Gallagher                                | 2:55  |

## Obsazení
- Rory Gallagher – kytara, zpěv
- Gerry McAvoy – baskytara
- Lou Martin – klávesy
- Rod de'Ath – bicí, perkuse